# Itinéraire bis (film, 2011)
Pour les articles homonymes, voir Itinéraire Bis (homonymie).
Pour plus de détails, voir Fiche technique et Distribution.
Itinéraire bis est un film français réalisé par Jean-Luc Perréard, sorti en 2011.

## Synopsis
Dans une petite ville de Corse, Jean, 35 ans travaille comme cuisinier dans le restaurant familial. Son avenir, à son grand désespoir, est tout tracé : reprendre le restaurant. Mais un jour, Nora, jeune femme jetée à la mer depuis un voilier de course, échoue sous ses yeux. C'est le début de l'aventure et d'une promenade en voiture qui va les entraîner bien loin de leurs habitudes.

## Fiche technique
- Titre : Itinéraire bis
- Réalisation : Jean-Luc Perréard
- Scénario : Pierre Salvadori et Jacques Monnet
- Photographie : Marc Koninckx
- Musique : Éric Neveux
- Montage : Joséphine Petit
- Décors : Samantha Gordowski
- Costumes : Emanuelle Youchowski
- Production : Pauline Duhault
- Sociétés de production : Mars Films et Elia Films
- Pays d'origine :  France
- Langue originale : français
- Durée : 84 minutes
- Format : couleur
- Dates de sortie : 
  - France : 3 août 2011[1]

## Distribution
- Fred Testot : Jean
- Leïla Bekhti : Nora
- Jean-François Stévenin : Paoli
- Catherine Gandois : Mme Andria
- Clément Aubert : Marc Chevalier
- Franck Belleti : équipier voilier de course 1
- Vianney Guezenec : équipier voilier de course 2
- François Berlinghi : comptable
- Frédéric Poggi : cuisinier
- Jean-Marc Gaggioli : barman
- Thomas Bronzini de Caraffa : Mauro
- Laurent Fernandez : Ornano
- Christophe Vericel : camionneur
- Marcelle Stefanelli : cliente station service de nuit
- Etienne Emery : chauffeur Chevalier
- Christiane Millet : Mme Chevalier
- Laurent Claret : M. Chevalier
- Lucia Sanchez : Maria
- Joseph Fondacci : barman bistrot
- Jean-Marie Orsini : conducteur mustang
- Jean-Roger Renucci : caissier station service
- Julien Petri : Antoine
- Pascal Mercier : officiel de la transat
- Magali Semetys : réceptionniste de l'hôtel
- Xavier Aubert : Stéphane, le patron du restaurant
- Paul Poggi : chauffeur de taxi
- Laurent Desbois : François
- Ghjulia Pierrini-Darcourt

## Musique
Sauf indication contraire ou complémentaire, les informations mentionnées dans cette section proviennent du générique de fin de l'œuvre audiovisuelle présentée ici.
- Oops par Pilöt.
- Qui la voce sua soave de I puritani de Vincenzo Bellini de 1835.
- Bruises (en) par Chairlift de 2008.
- Relator par Pete Yorn et Scarlett Johansson de 2009.
- Divertimento no 10 en fa majeur pour orchestre de Wolfgang Amadeus Mozart de 1776.
- Sleeping Bag par This Is the Kit.
- Narco Corrido par Narrow Terence.
- She Said (en) par Plan B de 2010.
- You Can't Hurry Love par Diana Ross & The Supremes de 1966.
- A Girl, a Boy and a Graveyard par Jeremy Messersmith (en) de 2010.
- Never Forget You par Noisettes de 2009.
- Voyage en Italie par Fred Testot et Leïla Bekhti.

### Bande originale
Musiques non mentionnées dans le générique
- Stones par Marina Gallardo, durée : 3 min 2 s.

Par Éric Neveux :
- La vie très ordinaire de Jean, durée : 2 min 18 s.
- Les aveux à Paoli, durée : 1 min 32 s.
- Une femme à la mer, durée : 1 min 31 s.
- Périlleuse récupération, durée : 42 s.
- Les incrustes, durée : 1 min 3 s.
- Un bain à tout prix, durée : 1 min 52 s.
- Promenade de santé, durée : 1 min 11 s.
- Les grands voyageurs, durée : 1 min 52 s.
- Clair obscur, durée : 1 min 46 s.
- La plage, durée : 1 min 56 s.
- Le charme opère, durée : 1 min 10 s.
- Jean et Nora, durée : 2 min 21 s.

## Accueil

### Accueil critique
En France, le site Allociné propose une note moyenne de 2⁄5 à partir de l'interprétation de critiques provenant de 1 titre de presse.

## Distinctions

### Nominations
Le film fait partie des longs métrages en compétition lors du Festival international du film de comédie de l'Alpe d'Huez en 2011.